# Corte consolare
Le corti consolari erano i tribunali istituiti dalle potenze straniere in paesi in cui avevano diritti di extraterritorialità. Erano presiedute da funzionari consolari.

## Extraterritorialità

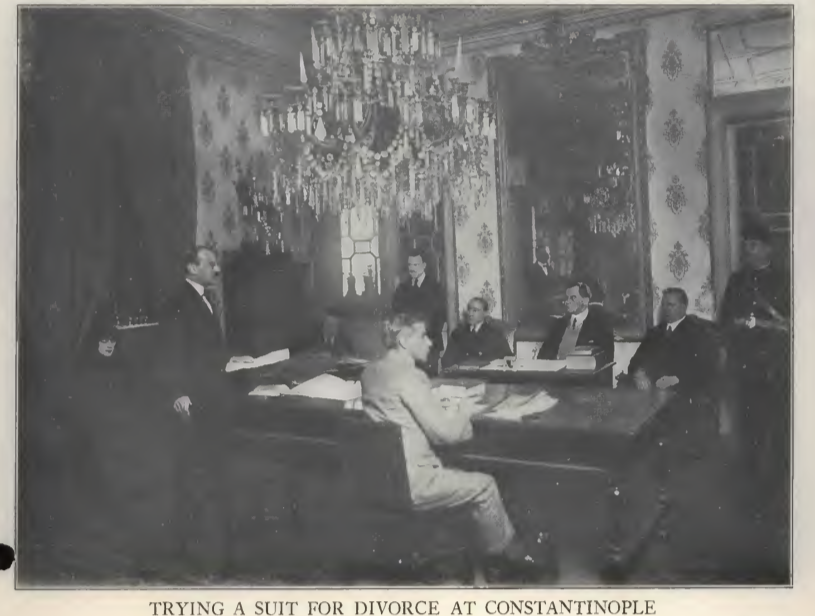
Tentata causa di divorzio presso la Corte Consolare degli Stati Uniti a Costantinopoli, 1922

Le potenze occidentali, quando stabilivano relazioni diplomatiche con i paesi che ritenevano avere sistemi giuridici sottosviluppati, richiedevano diritti extraterritoriali. Le disposizioni del trattato prevedevano che le leggi locali del paese non si applicassero ai cittadini delle potenze del trattato e che i tribunali locali non avessero giurisdizione su di essi. Furono istituiti tribunali consolari per trattare cause civili e penali contro cittadini e sudditi del Paese. Gli inglesi avevano il più ampio sistema di tribunali consolari gestito dal Foreign Office. Le corti consolari britanniche si trovavano in Africa, Impero ottomano, Egitto, Cina, Giappone, Corea e Siam.

## Cina e Giappone
In Cina e in Giappone, in base ai "trattati ineguali" firmati a metà del XIX secolo, molti paesi istituirono tribunali consolari nelle città aperte al commercio estero (chiamati porti dei trattati, in inglese treaty ports).
La Gran Bretagna istituì a tutti gli effetti un sistema giudiziario in Cina e Giappone. Nel 1865, fu istituita a Shanghai, in Cina, la Corte Suprema britannica per la Cina e il Giappone come tribunale consolare di primo grado per i casi nella regione di Shanghai, nonché come corte d'appello per i casi processati dai tribunali consolari nel resto della Cina, del Giappone e, della Corea dagli anni 1880. Nel 1879 fu istituita a Yokohama una Corte britannica per il Giappone in sostituzione della Corte consolare di Kanagawa per esaminare i casi di primo grado per la regione di Yokohama e per agire come corte d'appello per i casi dei tribunali consolari di altre città giapponesi.
In Giappone l'extraterritorialità terminò il 4 agosto 1899 e la Corte britannica per il Giappone e altri tribunali consolari chiusero immediatamente dopo la conclusione dei casi pendenti.
Nel 1906, gli Stati Uniti istituirono la Corte degli Stati Uniti per la Cina sul modello della Corte suprema britannica per la Cina e il Giappone.
In Cina, i tribunali consolari operarono fino agli anni '40, quando allora l'extraterritorialità per la maggior parte delle nazioni terminò.